# フランス航空部隊 (フランス革命)

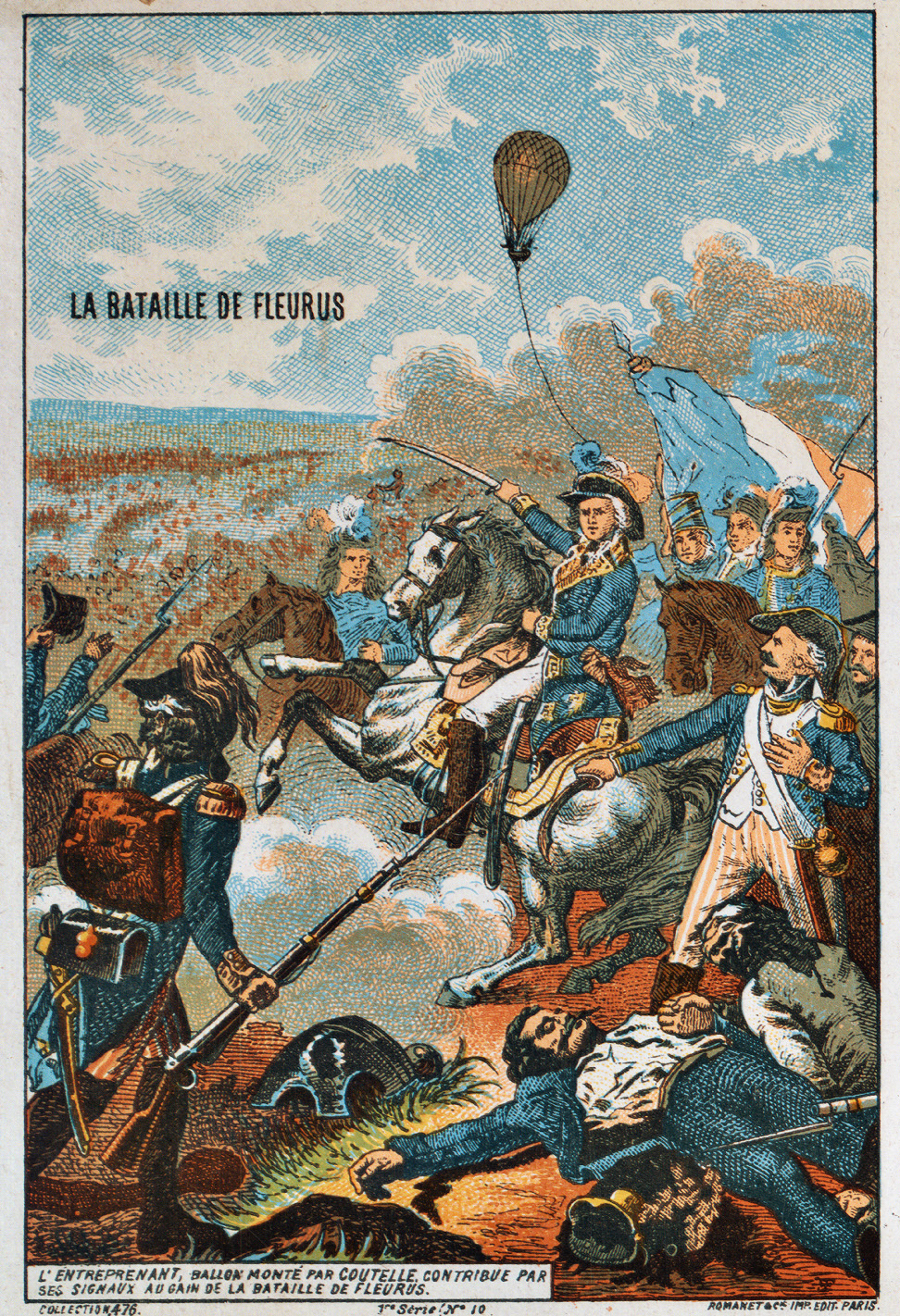
気球が描かれたフリュリュスの戦いの図

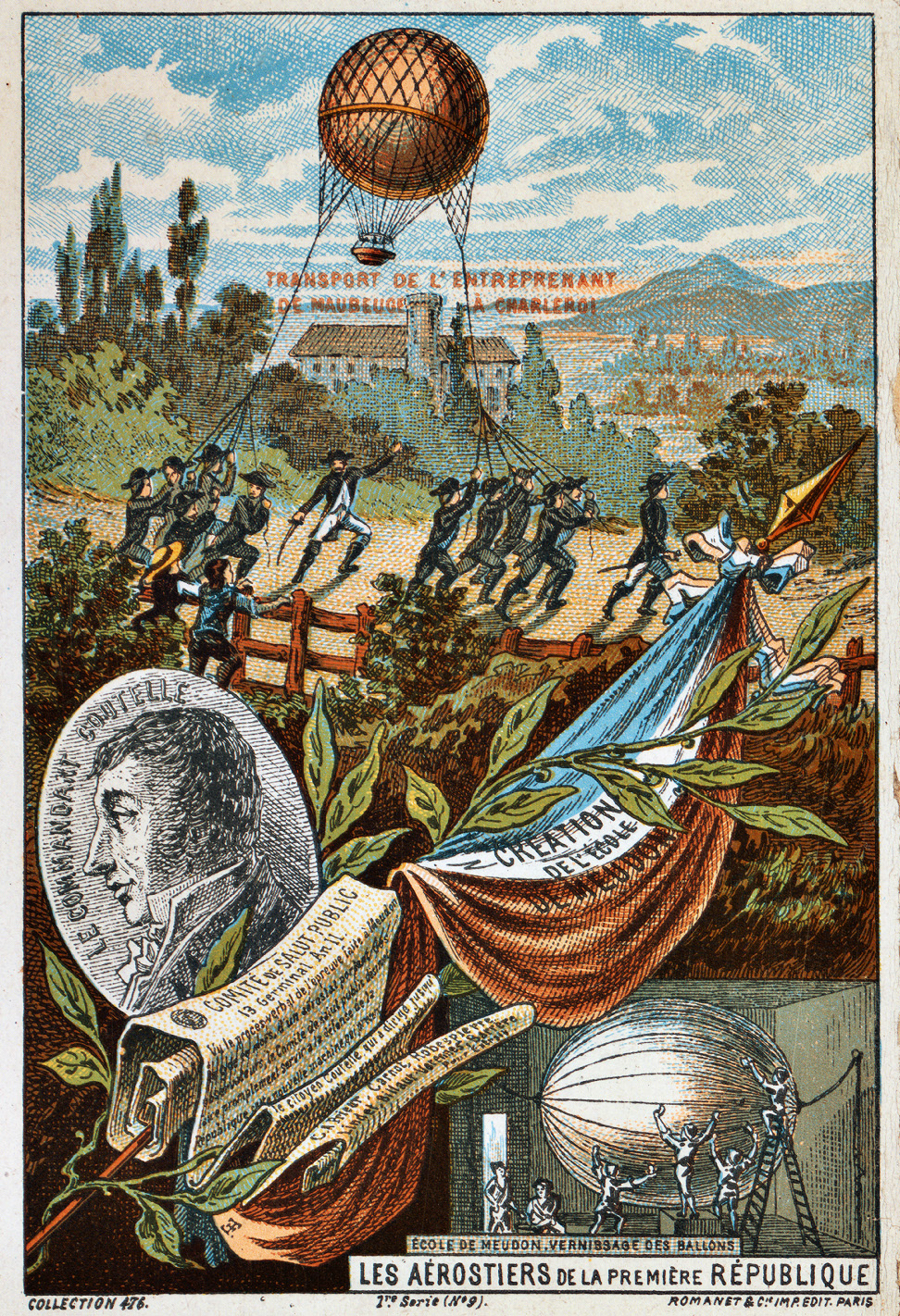
フリュリュスに移動する気球

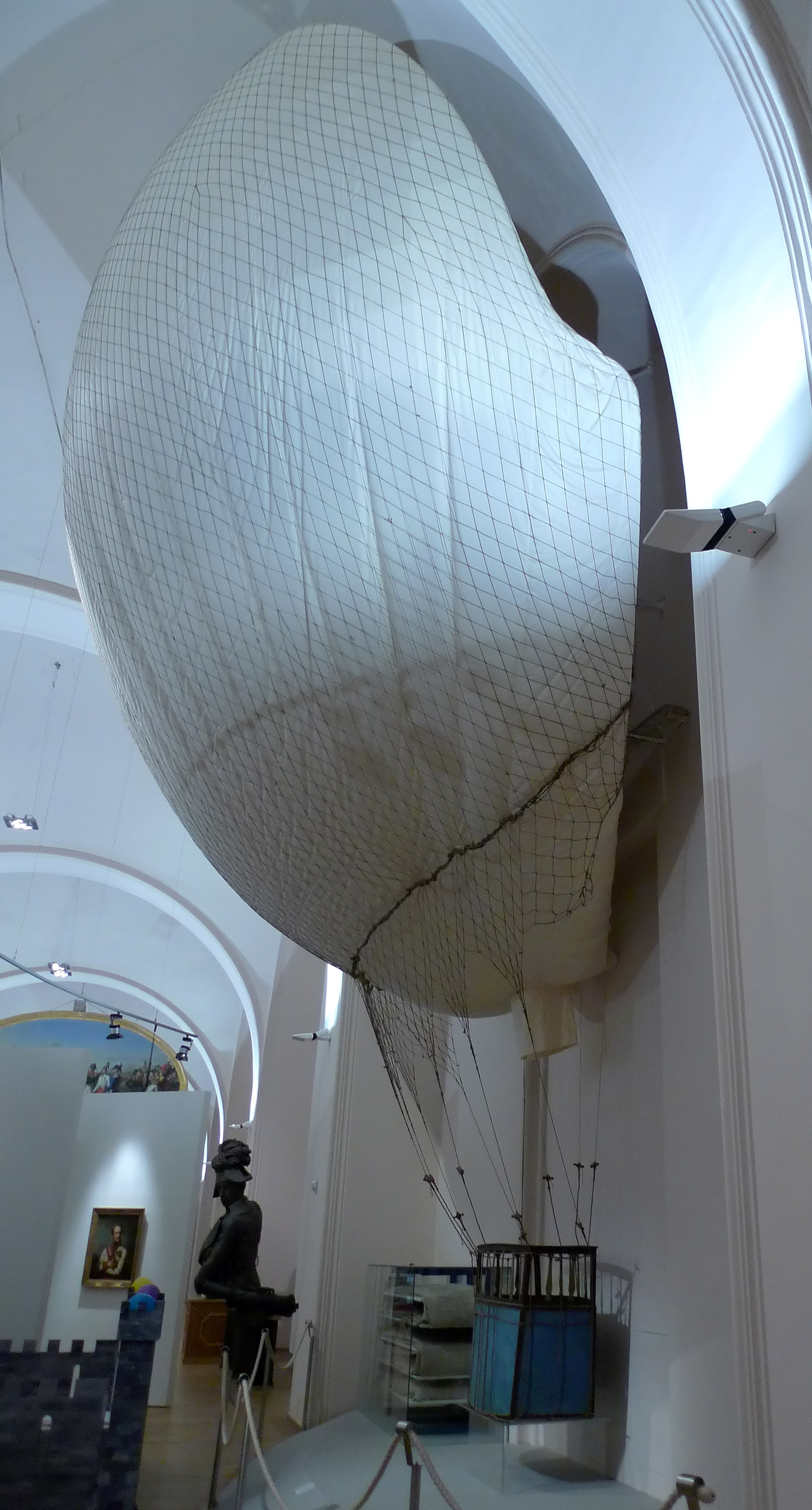
ウィーン軍事史博物館に展示されているL'Intrépide

フランス革命時のフランス航空部隊（フランス語：compagnie d'aérostiers）はフランスで1794年に設立された気球を主に偵察に使った世界最初の航空部隊である。
フランス革命時に気球を戦争に用いる提案が行われ、1793年にフランス公安委員会はその可能性を検討した。最初の操縦できる飛行船の設計は成功しなかったが、1793年9月から10月にかけてTuileries近郊で実験が行われ、不足していた硫酸を使わずに水素を20m3以上、製造する方法を開発した 。公安委員会はこの技術を使って四角い気球を使用することを決めた。
1793年10月の終わり、化学者のクーテル（Jean-Marie-Joseph Coutelle）とその助手の技術者ローモン（Nicolas Lhomond）は北方軍に派遣された。革命軍を組織したラザール・カルノーから司令官のジャン＝バティスト・ジュールダンと責任者のデュケノワ（Ernest Dominique François Joseph Duquesnoy）あてに、クーテルがペテン師でないことを保障する書類を持参したが、ジュールダンはこのプロジェクトを嘲笑し、オーストリア軍の攻撃が差し迫っている時に必要なのは気球ではなく大隊であるという返事を持たせてパリに追い返した。
クーテルらがパリに戻った後、公安委員会はムードン城に航空技術部を設け実験を続けた。コンテ（Nicolas-Jacques Conté）が研究を指導し、気球の形や材料を改良し、水素の製造方法を改善した。実験を視察した人民安全委員会は、1794年4月2日にフランス航空部隊を創設する法律を作った。航空部隊の組織の構成を決め、その役割は偵察と連絡および宣伝ビラの配布とし、クーテルとローモンに将校と地位を与えた。
1794年5月、気球L'Entreprenantを装備して航空部隊はモブージュでジュールダンの部隊に合流した。水素を発生させる炉を建設し、6月2日から敵の砲撃の偵察のための使用が始められた。6月22日、オーストリア軍と対峙するフリュリュスに移動する命令を受け20人ばかりの兵士に引かれて50kmほどを移動した。その後3日にわたって上空から観測を行った。6月26日、フリュリュスの戦いが起こり、9時間にわたりクーテルとモロー（Antoine Morlot）は上空から、オーストリア軍の動向を観察し、上空から報告を落として連絡した。
フリュリュスの戦いにフランス軍は勝利したが、気球の有用性に関する評価は様々であった。ギトン（Louis-Bernard Guyton de Morveau）は高く評価したが、ジュールダンは貢献は小さかったと信じた。ギトンは円筒形の気球Martialを製作し、戦いの後、航空部隊に与えたが、不安定で使えなかった。航空部隊は、北方軍とともにベルギーに転戦し、リエージュとブリュッセルの戦いに参加するが、活躍はできなかった。冬が近づくとアーヘン近くのBorcetteに気球基地を作った。
第2の航空部隊を組織する法律がとおり、コンテによって、訓練と準備が始められた。2機の新しい気球、Hercule と L'Intrépideが準備され、1795年3月、ラインの軍に配属された。クーテルが新しい航空部隊の指揮のため呼び戻され、最初の航空部隊の指揮はローモンにゆだねられた。コンテは、2つの航空部隊の補充兵を訓練する学校を組織した。
第2の航空部隊はマインツの戦いに参加し、マンハイムの撤退戦でも作戦に従事した。冬の間はフランクハイムに基地をつくり、その後
軍に従い、シュトゥットガルト、ラシュタットおよびドナウヴェルトで作戦に従事した。
1795年に最初の部隊はジュールダンが指揮することになったサンブル＝エ＝ムーズ（Sambre-et-Meuse）の軍団に転属した。実際活用されることはなかったがジュールダンは公式書類の用紙に上空に気球を描いた用紙を使った。
1796年9月にヴュルツブルクの戦いでフランス軍は敗北し、航空部隊はオーストリア軍の捕虜となった。この時鹵獲された気球L'Intrépideは現在、ウィーン軍事史博物館に展示されている。
この後、第2部隊が再建されたサンブル＝エ＝ムーズの軍団に配属された。クーテルは病気で隊を離れ、新しい指揮者のDelaunayが率いたが軍団の将軍ルイ＝ラザール・オッシュが作戦に参加させることを拒否したため活動することはできなかった。1797年4月にレオーベン条約で第1部隊が釈放され、指揮官にクーテルが復職し、ローモンが副官となった。1798年にナポレオンのエジプト遠征に参加した。気球の設備を輸送船内に残し、ナイルの戦いでこれが失われたので部隊は別の仕事を行うことになった。エジプトでも何回かの気球飛行のデモを行った。
1799年1月15日、気球部隊の解散をさせる法律が作られ、第2部隊はすぐに解散したが、第1部隊はまだエジプトで活動中であったので、1802年フランスに帰還するまで存続した。